# Raphitoma curta
Raphitoma curta é uma espécie de gastrópode do gênero Raphitoma, pertencente a família Raphitomidae.